# 活跃小皿蛛
活跃小皿蛛（学名：Microlinyphia impigra）为皿蛛科小皿蛛属的动物。分布于欧洲、俄罗斯以及中国大陆的新疆等地，多生活于草丛。该物种的模式产地在欧洲。